# Anton Hansen Tammsaare
Anton Hansen Tammsaare właśc. Anton Hansen (ur. 30 stycznia 1878, zm. 1 marca 1940) – estoński pisarz, z wykształcenia prawnik.
Był głównym przedstawicielem realizmu w literaturze estońskiej. Początkowo tworzył naturalistyczne opowiadania z życia wsi. W późniejszych utworach, zwłaszcza w cyklu powieściowym Tõde ja õigus (t. 1-5, 1926-33), zawarł panoramiczny obraz estońskiego społeczeństwa przełomu XIX i XX wieku. Był też autorem fantastycznej satyryczno-groteskowej powieści Nowy piekielnik z Czartoryi oraz utworów dramatycznych i publicystyki. 
Pochowany na cmentarzu Metsakalmistu w Tallinnie.